# Palaeosynthemis wollastoni
Palaeosynthemis wollastoni – gatunek ważki z rodziny Synthemistidae.